# 鳳来寺 (市原市)
鳳来寺（ほうらいじ）は、日本の曹洞宗の仏教寺院。所在地は千葉県市原市吉沢である。

## 沿革
明治16年（1883年）に善福寺を合併した。善福寺は、この地域の豪族であった土橋平蔵が居城鎮護のための建立した寺と伝わる。跡地には観音堂の礎石が残る。　

## 観音堂
元々は善福寺の観音堂であった建築。善福寺を合併した際に境外仏堂として残されたもの。昭和6年（1931年）に旧国宝（重要文化財）に指定された。昭和41年（1966年）から42年（1967年）にかけて解体修理が行われ、併せて東におよそ130mの現在の位置に移動した。建築年代は近隣の西願寺と同様に室町時代後期と推定されている。

## 文化財

### 重要文化財（国指定）
- 観音堂 - 室町時代後期（1467年 - 1572年）の建立。桁行三間、梁間三間、一重、寄棟造、茅葺。昭和6年（1931年）12月14日指定。

## 所在地
- 千葉県市原市吉沢378

## アクセス
- 小湊鉄道・小湊鉄道線の上総牛久駅よりバスでおよそ30分。循環器センター鶴舞局前経由里見駅行きの「吉沢入口」バス停で下車。
- 小湊鉄道・小湊鉄道線の高滝駅から4.3km。